# Дейч, Макс Абелевич
Макс (Ме́ндель) А́белевич Дейч (апрель 1885, Динабург, Витебская губерния — 30 октября 1937, Москва) — российский революционер, советский партийный и хозяйственный деятель, работник спецслужб.

## Биография
Родился в Динабурге (ныне Даугавпилс) в еврейской семье. С 1899 года работал шорником в мастерских Двинска. В 1900—1908 — член Бунда, революционер.
13 июня 1905 года за покушение на пристава Военно-окружным судом приговорен к смертной казни через повешение, замененной пожизненной каторгой. В 1905—1907 гг. сидел в тюрьмах Вильно, Минска, Смоленска, Москвы. Находился на каторжных работах на постройке Амурской колесной дороги. В 1908 году бежал с сибирской каторги в США. Работал маляром на предприятиях Бостона, Нью-Йорка и Детройта. В 1909—1917 — член Социалистической партии Америки.

## Работа в ЧК
В 1917 году вернулся в Россию, вступил в ВКП(б). В 1918 член коллегии Саратовской губЧК и комиссар милиции Саратова, с января 1919 председатель Саратовской губернской ЧК. С мая того же года — в ВЧК в Москве, член коллегии Секретного отдела ВЧК, начальник железнодорожной милиции и член коллегии Главмилиции. В 1920 — заместитель председателя, а затем — председатель Одесской губЧК. В ноябре 1921 года по болезни отправлен в долгосрочный отпуск. В 1922 году был исключён из партии, но вскоре восстановлен. С сентября 1922 — заместитель начальника ЭКУ ГПУ.

## На хозяйственной работе
С 1924 года на хозяйственной работе — председатель правления Камвольного треста и зампред правления АО «Овцевод», председатель правления 1-го Горшерстьтреста, начальник Шерстеуправления, член президиума ВСНХ, председатель правления «Харьковугля», председатель правления «Союзшерсть», начальник Главного управления шерстяной промышленности наркомата легкой промышленности СССР. В 1933—1934 годах — заместитель наркома легкой промышленности СССР. С 1934 года — член бюро Комиссии советского контроля, руководитель группы лёгкой промышленности.

## Арест и гибель
Арестован 27 июня 1937 года. Значится в расстрельном списке Москва-Центр от 21 октября 1937 года, подписанном Сталиным, Молотовым, Кагановичем и Ворошиловым. Расстрелян по приговору ВКВС СССР 30 октября 1937. Реабилитирован в 1956 году.

## Фигура Дейча в народном творчестве
Личность чекиста Дейча была настолько значимой в Одессе эпохи военного коммунизма, что она стала частью фольклора. Одесский писатель и краевед Олег Иосифович Губарь нашёл и опубликовал самодеятельные стихи 20-х годов XX века об Одессе, которые называются «Бунт в Одесской тюрьме». Есть в них строки о Дейче.

## Фигура Дейча в искусстве
Является прототипом Макса Маркина в повести Валентина Катаева «Уже написан Вертер».

## Награды
- Орден Красного Знамени (1921)
- Знак «Почетный работник ВЧК-ГПУ» № 27 (1922)